# Rogowniczka ptasia
Rogowniczka ptasia (Onygena corvina Alb. & Schwein.) – gatunek grzybów z klasy Eurotiomycetes. Jeden z nielicznych gatunków grzybów, które mają zdolność rozkładu keratyn – substancji budujących pióra, rogi, kopyta i racice zwierząt.

## Systematyka i nazewnictwo
Pozycja w klasyfikacji według Index Fungorum: Onygenaceae, Onygenales, Eurotiomycetidae, Eurotiomycetes, Pezizomycotina, Ascomycota, Fungi.
Gatunek ten opisali w 1805 r. Johannes Baptista von Albertini i Lewis David von Schweinitz. Synonim: Onygena corvina var. alliacea E. Bommer & M. Rousseau 1887 r.
Nazwa polska według B. Gumińskiej i W. Wojewody.

## Morfologia
Grzyb saprotroficzny. Tworzy buławkowate  owocniki składające się z główki o średnicy 2–4 mm i cieńszego trzonu o długości nieco ponad 2 mm. Początkowo mają barwę od brudnobiałej do białokremowej, potem stają się brązowe i pokryte warstwą zarodników.

## Występowanie
Spotykany jest głównie na włosach i piórach ptaków, m.in. w wypluwkach ptaków drapieżnych. Na terenie Polski podano tylko dwa stanowiska tego gatunku, obydwa przez mykologów niemieckich przed I wojną światową (Wolfdietrich Eichler 1904 i Joseph Schröter 1908). Nowe stanowiska podaje internetowy atlas grzybów. Rogowniczka ptasia zaliczona w nim jest do gatunków rzadkich i wartych objęcia ochroną.
W Polsce występuje jeszcze drugi gatunek rogowniczki mający zdolność trawienia keratyn, Jest to rogowniczka końska (Onygena equine).